# كلية العلوم الطبية التطبيقية بجامعة الطائف
كلية العلوم الطبية التطبيقية بجامعة الطائف تأسست كلية العلوم الطبية التطبيقية في العام الجامعي 1429/1430هـ وذلك بناء على القرار السامي الكريم المتضمن نقل تبعية الكليات الصحية من وزارة الصحة لوزارة التعليم العالي ممثلة في الجامعات السعودية. وتعمل الكلية على توفير كوادر صحية مؤهلة في الرعاية الصحية كما تقوم بمشاركة مثيلاتها في الجامعات السعودية بلعب دور هاما في توفير القوى البشرية العاملة في القطاع الصحي مع درجة عالية من الكفاءة المهنية للخريجين وتزويدهم بالمعارف والمهارات الحديثة اللازمة لمساعدتهم في أداء واجباتهم على الوجه المطلوب. وبالرغم من حداثة إنشاء الكلية إلا أنها قامت بعدد من القفزات النوعية متمثلة في افتتاح عدد من التخصصات الصحية بلغ عددها أربعة تخصصات (التمريض العام - علوم المختبرات والتقنية الإكلينيكية - العلاج الطبيعي - العلوم الإشعاعية) كما أن الكلية مقبلة على خطط مستقبلية طموحة لإطلاق عدد من برامج الدراسات العليا في التخصصات الصحية المختلفة.

## مقدمة

### الرؤية
المشاركة الفعالة في منظومة الخدمات الصحية بالمملكة وذلك بإعداد كوادر وطنية مدربة ومتميزة في التخصصات الطبية التطبيقية المختلفة.

### الرسالة
تسعى الكلية إلى تخريج كوادر طبية ذات كفاءة مهنية عالية في تخصصات العلاج الطبيعي- التمريض- المختبر- الأشعة وكذلك القيام ببحوث علمية متميزة لمواكبة التقدم العلمي مما ينعكس إيجابيا على الاحتياجات التنموية للمجتمع.

### الأهداف
- إعداد كوادر صحية رائدة تتميز بمهارات فكرية ومهنية وبحثية عالية.
- التوسع في تقديم برامج العلوم الطبية التطبيقية تلبية لاحتياجات المجتمع وفق معايير الجودة.
- دعم إجراء ونشر البحوث العلمية التي تسهم في التقدم العلمي والتقني.
- تطوير مهارات جميع منسوبي الكلية أكاديميا ومهنيا.
- تأمين بيئة أكاديمية وإدارية محفزة للتعليم والإنتاج والإبداع.
- عقد شراكات فاعلة مع المنظمات التعليمية والبحثية المتميزة داخليا وخارجيا.

## التخصصات

### قسم التمريض

#### المقدمة
أن التمريض ليس مهنة بقدر ماهو رسالة وليس بمجرد وظيفة بقدر ما هو طاقة للعطاء واستعداد لإنكار الذات، كما انه من أسمى المهن التي عرفها الإنسان ويعتبر أحد المهن الرئيسية في نظم الرعاية الصحية، كما تشير منظمة الصحة العالمية إلى أن التمريض يعد من الأنشطة الصحية الأساسية التي تسهم في الارتقاء بصحة الإنسان.
وهي مهنة تقوم على أسس علمية ومعارف ومهارات متخصصة حيث تضمنت مجموعة من المبادئ المستمدة من العلوم الصحية والسلوكية وعلوم التمريض المتخصصة ويحكمها آداب وقوانين خاصة لتنظيم العمل بها.
وتلبية لحاجة المجتمع السعودي إلى ممرضات وممرضين على مستوى عال من العلم والمعرفة، إلى جانب التقنية المتميزة اللازمة لمواكبة المتغيرات المتلاحقة في المجال الصحي، سواء على المستوى المحلي أم الإقليمي أو العالمي والتزاماً من جامعة الطائف في تحقيق رسالتها في التميز وخدمة المجتمع تم تأسيس قسم التمريض، كقسم أكاديمي من أكبر أقسام كلية العلوم الطبية التطبيقية عام 1429-1430هـ وذلك بناء على القرار السامي الكريم المتضمن نقل تبعية الكليات الصحية من وزارة الصحة لوزارة التعليم العالي ممثلة في الجامعات السعودية.
وأيضا لمنح درجة البكالوريوس في التمريض ولتخريج أخصائي/ة تمريض علي كفاءة مهنية عالية قادر/ة علي استخدام التفكير التحليلي الناقد واتخاذ القرار فيما يتعلق بالرعاية الصحية مع باقي أفراد الفريق الصحي في مختلف المواقع الصحية ولتوفير كوادر صحية وطنية متميزة قادرة على تقديم رعاية صحية عالية الجودة.
وضمن سعي القسم للارتقاء بالمستوى العلمي لمناهجها الأكاديمية والبحثية، قام القسم بابتعاث الكثير من الطلبة/الطالبات لإكمال دراساتهم العليا للحصول على الماجستير والدكتوراه في مختلف تخصصات التمريض في العديد من الجامعات العالمية المرموقة.
ويسعى القسم إلى غلق الفجوة بين الدراسة الجامعية ومتطلبات سوق العمل من الكفاءات المدربة القادرة على تحمل أعباء المرحلة القادمة، من خلال تطبيق معايير ضمان الجودة في جميع أنشطة القسم المنهجية واللامنهجية وجعل الطلبة شركاء ذوي دور هام في العملية التعليمية والاتصال الدائم مع مستفيدي الخدمة في المجتمع لسماع رأيهم والأخذ به عند عمل المرجعات الدورية والسعي نحو الاعتماد المحلي والدولي.

#### الأهداف
- تقديم خدمات تعليمية ذات جودة عالية ومتطورة لتواكب احتياجات سوق العمل المحلي والعالمي سعيا للحصول على الاعتماد البرامجي والمؤسسي.
- تطبيق كافة المعارف النظرية والمهارات التمريضية في مجالات التمريض المختلفة.
- تخريج كوادر تمريضية ذات كفاءة عالية قادرة على التعامل مع كافة الأجهزة الحديثة في مجال التمريض.
- تدعيم العلاقات مع مؤسسات المجتمع بتقديم الاستشارات العلمية في محال التمريض وتقديم المحاضرات وورش العمل والمؤتمرات.
- تعميق المهارات البحثية لدي الخريجيين والخريجات مما يؤدي إلى الارتقاء بمهنة التمريض.

#### الدرجة التي تمنحها الكلية
بكالوريوس تمريض

#### نظام الدراسة
مدة الدراسة بعد السنة التحضيرية ستة فصول دراسية وسنة امتياز وتتبع الكلية نظام الساعات المعتمدة، ويتكون البرنامج من 163 ساعة معتمدة مقسمة بين الدراسة النظرية والتطبيق العملي.

#### المسمى الوظيفي
أخصائي تمريض

#### مجال عمل الخريج
- المستشفيات والمستوصفات الحكومية.
- المستشفيات العسكرية.
- المستشفيات الخاصة.
- شركات التشغيل الطبي في القطاع الخاص.
- مراكز الرعاية الصحية الأولية.
- الجامعات والمعاهد الصحية.

#### المقررات

##### المستوى الأول
مقررات السنة التحضيرية الإجبارية (المسار الصحي)
- الأحياء الطبية (1)
- الكيمياء الطبية (1)
- الحاسب وتقنية المعلومات
- مهارات اللغة الإنجليزية (1)
- مهارات الاتصال
- اللغة العربية

##### المستوى الثاني
مقررات السنة التحضيرية الإجبارية (المسار الصحي)
- الإحياء الطبية
- الفيزياء الطبية
- الكيمياء الطبية (2)
- الإحصاء
- مهارات اللغة الإنجليزية (2)
- الثقافة الإسلامية (1)

##### المستوى الثالث
- التشريح للتمريض
- علم وظائف الأعضاء
- أساسيات التمريض (1)
- علم الاجتماع للتمريض
- الكيمياء الحيوية للتمريض
- اللغة الموحدة للتمريض

##### المستوى الرابع
- أساسيات التمريض (2)
- علم الأحياء الدقيقة للتمريض
- علم الأدوية للتمريض
- علم الأمراض الوظيفي للتمريض
- علم النفس للتمريض
- الثقافة الإسلامية (2)
- معلوماتية التمريض

##### المستوى الخامس
- تمريض رعاية البالغين الأساسي
- علم الاجتماع
- النمو والتطور
- التغذية التطبيقية
- التقييم الصحي

##### المستوى السادس
- تمريض رعاية البالغين المتقدم
- آداب مهنة التمريض
- تمريض الأمومة
- مهارات التوثيق في التمريض
- طرق التدريس والتعليم

##### المستوى السابع
- إدارة التمريض
- الاتجاهات الحديثة في التمريض
- تمريض الأطفال
- التثقيف الصحي
- علم الوبائيات

##### المستوى الثامن
- تمريض صحة المجتمع
- تمريض حالات حرجة
- تمريض الصحة العقلية
- البحث العلمي في التمريض
- إدارة الجودة الشاملة في التمريض

##### المستوى التاسع
السنة التدريبية الخامسة – الامتياز – لمدة عام هجري كامل

#### أعضاء هيئة التدريس
- د. عبد الإله الثبيتي (عميد الكلية)
- د موضي المطيري (وكيل الكلية ورئيس قسم التمريض)

- د.حنان عبد العظيم محمد يوسف (أستاذ مشارك)
- د.أحمد عبد الباقي (أستاذ مساعد/ نائب رئيس قسم التمريض)
- د.هبه عزت قمحاوي
- نبيل عبد اللطيف المواجدة (محاضر)
- أ.أحمد الرضي (محاضر)
- أ. محمد صنيدح (محاضر)
- موديستو بابا فوشيو (أخصائي تمريض)
- سعود الثمالي (معيد)
- فهد الثبيتي (معيد)
- فيصل الحارثي (معيد)
- ا.م.د.ماجدة منصور (أستاذ مشارك)
- د. سمر كمال محمد (أستاذ مساعد)
- د. كريمة عبد الغني (أستاذ مساعد)
- د. صافيناز محمد سيد (أستاذ مساعد)
- د. مرفت الدهشان (أستاذ مساعد)
- م. نورهان إبراهيم (محاضر)
- م. رانيا احمد كمال (محاضر)
- م. لطيفة الصيني (محاضر)
- م. ربيعة علي الطيب (محاضر)
- م. تغريد نايل سلامة (محاضر)
- م.س. سليمة طاشكندي (أخصائي تمريض)
- م.س. وجنات تركستاني (أخصائي تمريض)
- م.س. شهيرة غنيمي (أخصائي تمريض)
- م.س.الفيرا ميلو باكيران (أخصائي تمريض)
- م.س.الما فوشيو (أخصائي تمريض)
- م.س. هند ناجي (أخصائي تمريض)
- م.س.مرام سعيد الشهراني (أخصائي تمريض)
- م.س. عائشة هارون (أخصائي تمريض)

### قسم علوم المختبرات والتقنية الإكلينيكية

#### المقدمة
تصميم وتنفيذ وأداء وتقييم ورفع التقارير وتفسير وإيجاد الروابط السريرية للاختبارات المعملية والسريرية وإدارة كل الجوانب المتعلقة بهذه الخدمات.وتستخدم اختبارات المعامل السريرية لأغراض تشخيص ومعالجة الأمراض ومراقبة الحالات المرضية والوقاية من الأمراض. وقد تشمل السمات المتكاملة للتخصصات على إجراء البحوث والاستشارات والتعليم وإدارة المعلومات والتسويق والإدارة. وللمهنة قانونها اأإخلاقي الذي يضع المبادئ والمعايير التي يمارس بموجبها خريجوا المختبرات السريرية مهنتهم المتخصصة.

#### الأهداف
- تقديم خدمات تعليمية عالية الجودة تلبي حاجات سوق العمل والمجتمع بالسعي إلى تحقيق الاعتمادية للبرامج بالإضافة إلى التكامل بين البرامج التعليمية والبحث العلمي.
- تنمية وتوجيه البحث العلمي لحل مشكلات المجتمع وخلق شراكه بحثية مع المؤسسات الصناعية الطبية محلياً ومع الجامعات ومراكز البحث العلمي المتميزة عالمياً في مختلف مجالات المختبرات الطبية.
- تخريج كفاءات وطنية طبية عالية التأهيل قادرة على التعامل مع المتغيرات العلمية وتحمل المسؤولية في مجال المختبرات الطبية.
- تدعيم العلاقات مع مؤسسات المجتمع بتقديم الاستشارات العلمية في مجال المختبرات الطبية وتقديم المحاضرات وورش العمل والمؤتمرات.

#### الدرجة التي تمنحها الكلية
بكالوريوس مختبرات طبية – علوم طبية تطبيقية

#### نظام الدراسة
تمنح درجة البكالوريوس في علوم المختبرات والتقنية الإكلينيكية من كلية العلوم الطبية التطبيقية بجامعة الطائف وفق الشروط التالية:
أولا:	الشروط المنصوص عليها في تعليمات منح درجة البكالوريوس لسنة 1433 / 1434 ھ (تعليمات منح درجة البكالوريوس في جامعة الطائف الصادرة عن مجلس العمداء بموجب نظام منح الدرجات العلمية والشهادات في جامعة الطائف وتعديلاتها.
ثانيا:	إتمام ما لا يقل عن (122) ساعة معتمدة بنجاح.

#### المسمى الوظيفي
أخصائي مختبرات طبية

#### مجال عمل الخريج
- المستشفيات والمختبرات الإكلينيكية الحكومية والخاصة.
- مراكز الرعاية الصحية الأولية في المدن والقرى.
- شركات التشغيل الطبي في القطاع الخاص.
- المراكز الطبية المتخصصة الأهلية.
- الانضمام إلى السلك الأكاديمي بالمؤسسات التعليمية.

#### المقررات

##### المستوى الأول
مقررات السنة التحضيرية الإجبارية (المسار الصحي)
- الأحياء الطبية (1)
- الكيمياء الطبية (1)
- الحاسب وتقنية المعلومات
- مهارات اللغة الإنجليزية (1)
- مهارات الاتصال
- اللغة العربية

##### المستوى الثاني
مقررات السنة التحضيرية الإجبارية (المسار الصحي)
- الإحياء الطبية (2)
- الفيزياء الطبية
- الكيمياء الطبية (2)
- الإحصاء
- مهارات اللغة الإنجليزية (2)
- الثقافة الإسلامية (1)

##### المستوى الثالث
- نظام الرعاية الصحية والسلامة المهنية
- كيمياء عضوية
- أساسيات التشريح
- أساسيات علم وظائف الأعضاء
- علم الأحياء الدقيقة العامة
- مهارات مخبرية
- المصطلحات الطبية

##### المستوى الرابع
- الثقافة الإسلامية (2)
- إدارة الجودة الشاملة
- الكيمياء التحليلية
- أساسيات علم المناعة
- أساسيات علم الأمراض العام
- الكيمياء الحيوية
- تطبيق الحاسوب في المختبرات الطبية

##### المستوى الخامس
- الثقافة الإسلامية (3)
- الأحياء الدقيقة الطبية
- كيمياء حيوية طبية
- علم المناعة السريرية
- علم الأمراض الخاص
- علم الطفيليات السريرية (1)
- أجهزة طبية

##### المستوى السادس
- الثقافة الإسلامية (4)
- علم الطفيليات السريرية (2)
- علم الأدوية للمختبرات الطبية
- تقنية الأنسجة
- علم البكتريا السريرية
- علم الدم (1)
- الوراثة الطبية

##### المستوى السابع
- علم الوبائيات
- كيمياء حيوية سريرية تطبيقية
- علم الفيروسات السريرية
- علم الفطريات السريرية
- علم الدم (2)
- إدارة مختبرات طبية
- ندوة بحث (1)
- الأحياء الجزيئية التشخيصية

##### المستوى الثامن
- التقنية الحيوية والهندسة الوراثية
- علم المناعة والدم التطبيقي
- علم الأحياء الدقيقة الطبية التطبيقي
- بنك الدم
- الهرمونات
- تحليل سوائل الجسم
- التحكم بالعدوى في المستشفيات
- ندوة بحث (2)

##### المستوى التاسع
السنة التدريبية الخامسة – الامتياز – لمدة عام هجري كامل

#### أعضاء هيئة التدريس
- يسري مصطفى حسين
- مبروك محمود محمد غنيم
- صبري خليل محمد خليل
- أسامة محمد شحاتة أبو سالم
- أيمن سعيد أحمد الحازمي
- طارق محمد على محمد حسين
- مجدي منصور صالح
- طارق الفاتح المصباح
- عماد محمد احمد عيد
- يسري عبد الحميد حواش
- باسم حسن حسين العيسوي
- تيسير صابر محمد
- أماني رجب أحمد
- فرح أنجم أنصارى
- مي محمد حسن
- عمار إبراهيم تركستاني (محاضر)
- أنس العمري (محاضر)
- عزة محمد رشاد (محاضره)
- إجلال محمد الزيني (اخصائية)

### قسم العلاج الطبيعي

#### المقدمة
العلاج الطبيعي هو عبارة عن مهنة طبية صحية وقائية تقوم على تقيم ومعاجلة المشاكل الناتجة عن وظائف الأعضاء مثل الجهاز العظمي والعضلي، الجهاز العصبي، الجهاز البولي، الجهاز التناسلي، الجهاز لتنفسي، الإمراض الباطنية والجراحة، الجهاز الدموي وطبيعة الألم النفسي الجسماني بالطرق العلاجية/الفيزيائية مثل التمارين العلاجية، العلاج الكهربائي، العلاج المائي، العلاج الحراري.

#### الأهداف
- تقديم خدمات تعليمية ذات جودة عالية ومتطورة لتواكب احتياجات سوق العمل المحلي والعالمي سعيا للحصول على الاعتماد ألبرامجي والمؤسسي في العلاج الطبيعي للرعاية الصحية المجتمعية.
- تلبية الطلب المتزايد للسوق السعودي من خريجي العلاج الطبيعي.
- تخريج كفاءات وطنية متخصصة في مجال العلاج الطبيعي قادرة علي تطبيق كافة المعارف النظرية والمهارات اليدوية والتعامل مع كافة الأجهزة الحديثة ومهارات حل المشاكل ومهارات التفكير النقدي في مجال العلاج الطبيعي.
- تخريج كفاءات قادرة على التعامل مع مؤسسات المجتمع بتقديم الاستشارات العلمية والطبية في مجال العلاج الطبيعي وتقديم المحاضرات وورش العمل والمؤتمرات.
- تقديم أبحاث قادرة على الارتقاء بمهنة العلاج الطبيعي وعلى مستوى من الكفاءة السريريه ورعاية المرضى على أعلى مستوى في المجال التقني.
- الاستفادة من إستراتيجية التعليم المستمر من أجل تحقيق فعالية التعليم طبقا لاحتياجات المجتمع ذات الصلة.

#### الدرجة التي تمنحها الكلية
بكالوريوس علاج طبيعي

#### نظام الدراسة
انتظام (نظام ساعات معتمدة), عدد الساعات 140 ساعة معتمدة + 10 ساعات امتياز .

#### المسمى الوظيفي
أخصائي علاج طبيعي

#### مجال عمل الخريج
- المستشفيات الحكومية والخاصة .
- المراكز الصحية المتخصصة .

#### المقررات

##### المستوى الأول
مقررات السنة التحضيرية الإجبارية (المسار الصحي)
- الأحياء الطبية (1)
- الكيمياء الطبية (1)
- الحاسب وتقنية المعلومات
- مهارات اللغة الإنجليزية (1)
- مهارات الاتصال
- اللغة العربية

##### المستوى الثاني
مقررات السنة التحضيرية الإجبارية (المسار الصحي)
- الإحياء الطبية (2)
- الفيزياء الطبية
- الكيمياء الطبية (2)
- الإحصاء
- مهارات اللغة الإنجليزية (2)
- الثقافة الإسلامية (1)

##### المستوى الثالث
- العلاج الكهربائي والمائي (1)
- ميكانيكا حيوية (1)
- تشريح (1)
- علم وظائف الأعضاء (1)
- علم الخلية
- كيمياء حيوية

##### المستوى الرابع
- العلاج الكهربائي والمائي (2)
- ميكانيكا حيوية (2)
- تشريح (2)
- علم وظائف أعضاء (2)
- تمرينات علاجية (1)
- الصحة العامة
- علم النفس التأهيلي

##### المستوى الخامس
- نظريات الإصابات وأمراض العظام وجراحتها
- العلاج الطبيعي للإصابات وأمراض العظام وجراحتها
- اختبارات ومقاييس (1)
- تمرينات علاجية (2)
- ميكانيكا العظام
- علم الأمراض للعلاج الطبيعي
- علم الأدوية للعلاج الطبيعي
- علم الأشعة للعلاج الطبيعي

##### المستوى السادس
- نظريات الحروق وجراحة التجميل
- العلاج الطبيعي للحروق وجراحة التجميل
- اختبارات ومقاييس (2)
- ميكانيكا المفاصل
- تشريح الجهاز العصبي
- فسيولوجيا الجهاز العصبي
- أطراف صناعية وجبائر
- قوانين وآداب المهنة

##### المستوى السابع
- نظريات جراحة القلب والصدر والرعاية المركزة
- العلاج الطبيعي لجراحة القلب والصدر والرعاية المركزة
- نظريات الأطفال وجراحتها
- العلاج الطبيعي للأطفال وجراحتها
- العلاج الطبيعي المبني على البراهين
- أمراض النساء والتوليد
- البحث العلمي
- ندوة بحث (1)

##### المستوى الثامن
- نظريات الأعصاب وجراحتها
- العلاج الطبيعي للأعصاب وجراحتها
- نظريات الأمراض الباطنية والمسنين
- العلاج الطبيعي للأمراض الباطنية والمسنين
- الأمراض النفسية
- ندوة بحث (2)
- ممارسة عملية

##### المستوى التاسع
السنة التدريبية الخامسة – الامتياز – لمدة عام هجري كامل

#### أعضاء هيئة التدريس
- د. علاء شافعي (رئيس القسم)
- 'د. عمرو المض عبد العظيم عبد الحميد
- ا.د.مخلد فلاح سالم المعايعة
- أ.إبراهيم فيصل إبراهيم حلواني
- أ.د.موسى عبد الفتاح يوسف شرف
- أحمد طلعت جلال أحمد عبد المعطي
- أمال عبد المنعم عبد الرسول عفيف
- ا.د.عماد توفيق أحمد محمد جاب الله
- إبراهيم زهير صلاح
- إبراهيم سعيد علي الجليمي
- د. مروه صلاح محمود جمعه
- رانيه نصار عبد الكريم المحياوي
- عبد الكريم محمد عبد اللطيف محمد
- فاطمة مصطفي عبد العاطي حسب النبي
- متعب مرزوق مرزن العتيبي
- محسن بسوس بسيس الحسني السفياني
- محمد البدري محمد احمد
- محمد جميل حسن علي زوقر
- محمد فوزي محمد البنا
- مروة محمود عبد المطلب عيد
- مسفر علي ناصر ال سالم الوعلة
- مصطفى سيد عبد الفتاح محمد
- منى حسن جمال الدين الليثي
- نشوى سيد حامد محمد
- نيفين محمد محمد غريب
- هلال بندر هلال البقاري القرشي
- ياسر عمر محمد أبو عاصي

### قسم العلوم الإشعاعية

#### المقدمة
تم إنشاء قسم العلوم الإشعاعية في العام 1432ه، لمواكبة التطور المطرد والسريع في مجال تكنولوجيا التصوير الإشعاعي ورؤيتنا الريادة في تدريس تكنولوجيا الأشعة والتصوير الطبي في المملكة العربية السعودية وفق منظور عالمي، ورسالتنا تخريج كادر طبي مؤهل في مجال الأشعة التشخيصية والتصوير الطبي وفق منهج متوافق مع المتطلبات والمعايير العالمية داخل بيئة أكاديمية متفردة للمساهمة في تعزيز النهضة المعرفية بالمملكة العربية السعودية وتنمية المجتمع وإحياء قيم التميز بكادر وطني مبدع.

#### الأهداف
- بناء نظام أكاديمي يركز على الجودة والإتقان وفقا للمؤشرات العالمية لقياس جودة التعليم الطبي.
- إعداد كوادر مدربة ومؤهلة بالمعرفة اللازمة في مجال تقنية الأشعة والتصوير الطبي.
- تطوير المجال المعرفي وتزويد الطالب بكل ما يستجد في المجال عالميا للاستجابة لمتطلبات تنمية المجتمع
- تعزيز دور البحث العلمي في مجال تقنية الأشعة والتصوير الطبي.
- تقديم الخدمات الاستشارية الفنية للمؤسسات الصحية في مجال تكنولوجيا الأشعة والتصوير الطبي.

#### الدرجة التي تمنحها الكلية
تمنح الكلية درجة البكالوريوس في العلوم الإشعاعية بعد إكمال المقررات الدراسية بنجاح.

#### نظام الدراسة
مدة الدراسة بعد السنة التحضيرية ستة فصول دراسية وسنة امتياز وتتبع الكلية نظام الساعات المعتمدة، ويتكون البرنامج من 138 ساعة معتمدة مقسمة بين الدراسة النظرية والتطبيق العملي.
يتيح التطبيق العملي للطالب اكتساب المهارة التقنية في إجراء فحوصات الأشعة المختلفة والتصوير الإشعاعي الطبقي، والتصوير بالرنين المغناطيسي بالإضافة إلى التصوير بالموجات فوق الصوتية والطب النووي.

#### المسمى الوظيفي
اختصاصي أشعة تشخيصية.

#### مجال عمل الخريج
- المستشفيات والمستوصفات الحكومية.
- المستشفيات العسكرية.
- المستشفيات الخاصة.
- شركات التشغيل الطبي في القطاع الخاص.
- مراكز الرعاية الصحية الأولية.
- الجامعات والمعاهد الصحية.
- المراكز البحثية.
- هيئات الطاقة الذرية والوقاية من الإشعاع.

#### المقررات

##### المستوى الأول
مقررات السنة التحضيرية الإجبارية (المسار الصحي)
- الأحياء الطبية (1)
- الكيمياء الطبية (1)
- الحاسب وتقنية المعلومات
- مهارات اللغة الإنجليزية (1)
- مهارات الاتصال
- اللغة العربية

##### المستوى الثاني
مقررات السنة التحضيرية الإجبارية (المسار الصحي)
- الإحياء الطبية (2)
- الفيزياء الطبية
- الكيمياء الطبية (2)
- الإحصاء
- مهارات اللغة الإنجليزية (2)
- الثقافة الإسلامية (1)

##### المستوى الثالث
- التشريح البشري (1)
- التصوير الفلمي والتحميض
- فيزياء الإشعاع
- الوقاية من الإشعاع
- علم وظائف الأعضاء (1)
- المصطلحات الطبية
- العناية بالمريض في الأشعة

##### المستوى الرابع
- الثقافة الإسلامية (2)
- التصوير الرقمي والعرض
- علم وظائف الأعضاء (2)
- تقنية التصوير الإشعاعي (1)
- التشريح البشري (2)
- أجهزة الأشعة
- التشريح الإشعاعي (1)

##### المستوى الخامس
- الثقافة إسلامية (3)
- تقنية التصوير الإشعاعي (2)
- فيزياء الموجات فوق الصوتية
- علم الأمراض (1)
- التشريح المقطعي
- التشريح الإشعاعي (2)
- التدريب على التصوير الإشعاعي (1)

##### المستوى السادس
- الثقافة الإسلامية (4)
- تقنية الموجات فوق الصوتية
- فيزياء الطب النووي
- التصوير الإشعاعي بوسيط التباين
- أساسيات الأشعة المقطعية
- علم الأمراض (2)
- التدريب على التصوير الإشعاعي (2)

##### المستوى السابع
- تقنية الأشعة المقطعية
- تقنية الطب النووي
- طرق البحث العلمي
- أساسيات التصوير بالرنين المغناطيسي
- علم الأمراض الإشعاعي (1)
- الأحياء الإشعاعية
- التدريب على التصوير الإشعاعي (3)

##### المستوى الثامن
- إدارة الجودة في الأشعة
- تقنية التصوير بالرنين المغناطيسي
- علم الأمراض الإشعاعي (2)
- أشعة الطوارئ والعمليات
- التداخلات الإشعاعية
- أساسيات العلاج بالأشعة
- التدريب على التصوير الإشعاعي (4)
- مشروع تخرج

##### المستوى التاسع
السنة التدريبية الخامسة – الامتياز – لمدة عام هجري كامل

#### أعضاء هيئة التدريس
- د. سلطان حمدان العمري، (أستاذ مشارك), رئيس قسم العلوم الإشعاعية.
- د.حامد عثمان حامد عثمان، (أستاذ مساعد).
- محمود صالح عبد الله بابكر، (محاضر).
- محمد السماني عوض، (محاضر).
- عادل عبد الباقي منصور محمد، (محاضر).
- سلطان أحمد حمدان العمري، (محاضر).
- أحمد عبد الأحد أحمد محمد، (معيد).
- محمد عبد الهادي رافع العمري، (معيد).
- أحمد جمعان أحمد الغامدي، (معيد).
- عادل محمد محيا الشهري، (معيد).
- سلطان احمد القرني، (معيد).
- محمد يحيى محمد عسيري، (معيد).
- د.رانية محمد أحمد محمد عوض الكريم، (أستاذ مساعد).
- د. فاطمة محمد علي ضحية، (أستاذ مساعد).
- آلاء إبراهيم أحمد، (محاضر).
- نجوان محمد عبد السلام، (محاضر).
- كوثر محمد شريف عبد الرحمن، (محاضر).